# Apollon Majkov

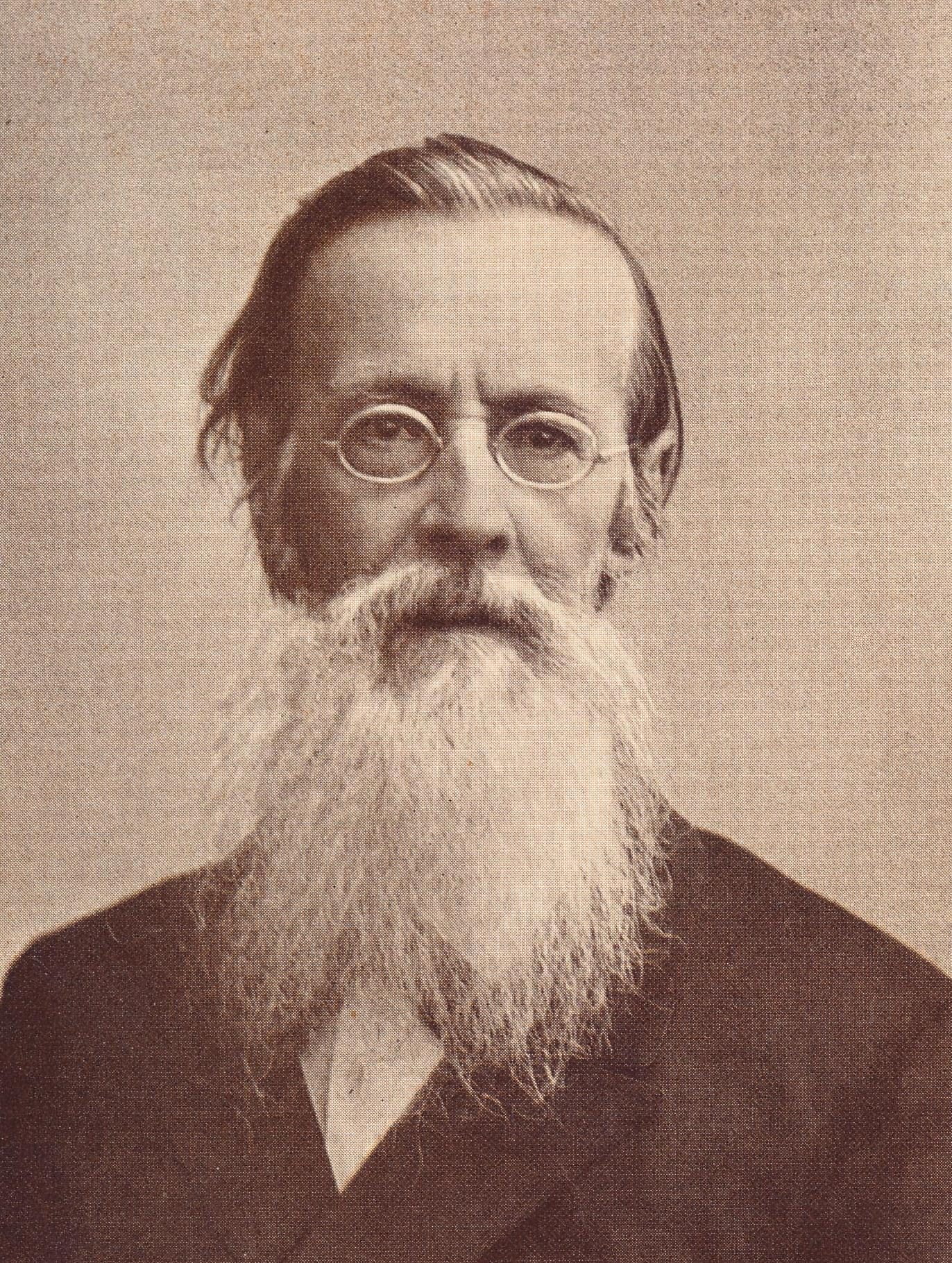
Apollon Majkov.

Apollon Nikolajevitj Majkov (ryska: Аполлон Николаевич Майков) född 4 juni (gamla stilen: 23 maj) 1821 i Moskva, död 20 mars (gamla stilen: 8 mars) 1897 i Sankt Petersburg, var en rysk författare; bror till Valerian och Leonid Majkov.
Majkov utgav 1847 en samling skisser på vers från Rom (Otjerki Rima), blev bibliotekarie vid Moskvas Rumjantsevmuseum och president i censurkommittén för utländska tryckalster. Hans lyriska dikter behandlar dels den forn- och nygrekiska världen, dels den fornslaviska. För scenen skrev han de lyriska och reflekterande dramerna Tri smrti ("Tre dödsfall"), Dva mira ("Två världar") med romerska motiv samt de lyriska hjältedikterna Knjazjna ("Furstinnan") och Bringilda ("Brynhilda"). Dessutom omdiktade han "Igorkvädet". Hans samlade skrifter i tre delar utkom 1858 (sjätte upplagan 1893).